# Empoasca nema
Empoasca nema är en insektsart som beskrevs av Davidson och Delong 1939. Empoasca nema ingår i släktet Empoasca och familjen dvärgstritar.
Artens utbredningsområde är Illinois. Inga underarter finns listade i Catalogue of Life.